# Zólyomy család

A család címere

Zólyomy család (albisi) Magyarország mára már kihalt családjai közé tartozik, mely nevét Zólyom vármegyéből vette. A család egyik őse Zólyomy Dávid 1399-1400 -ban Zólyomi főispán volt, valószínűleg ez okból nyerték leszármazottai a Zólyomi nevet.

## Története

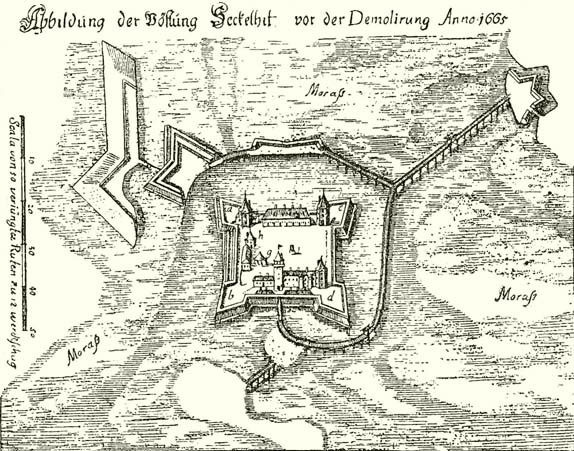
A Zólyomy család által épített székelyhídi egykori vár egy 1665-ös metszeten

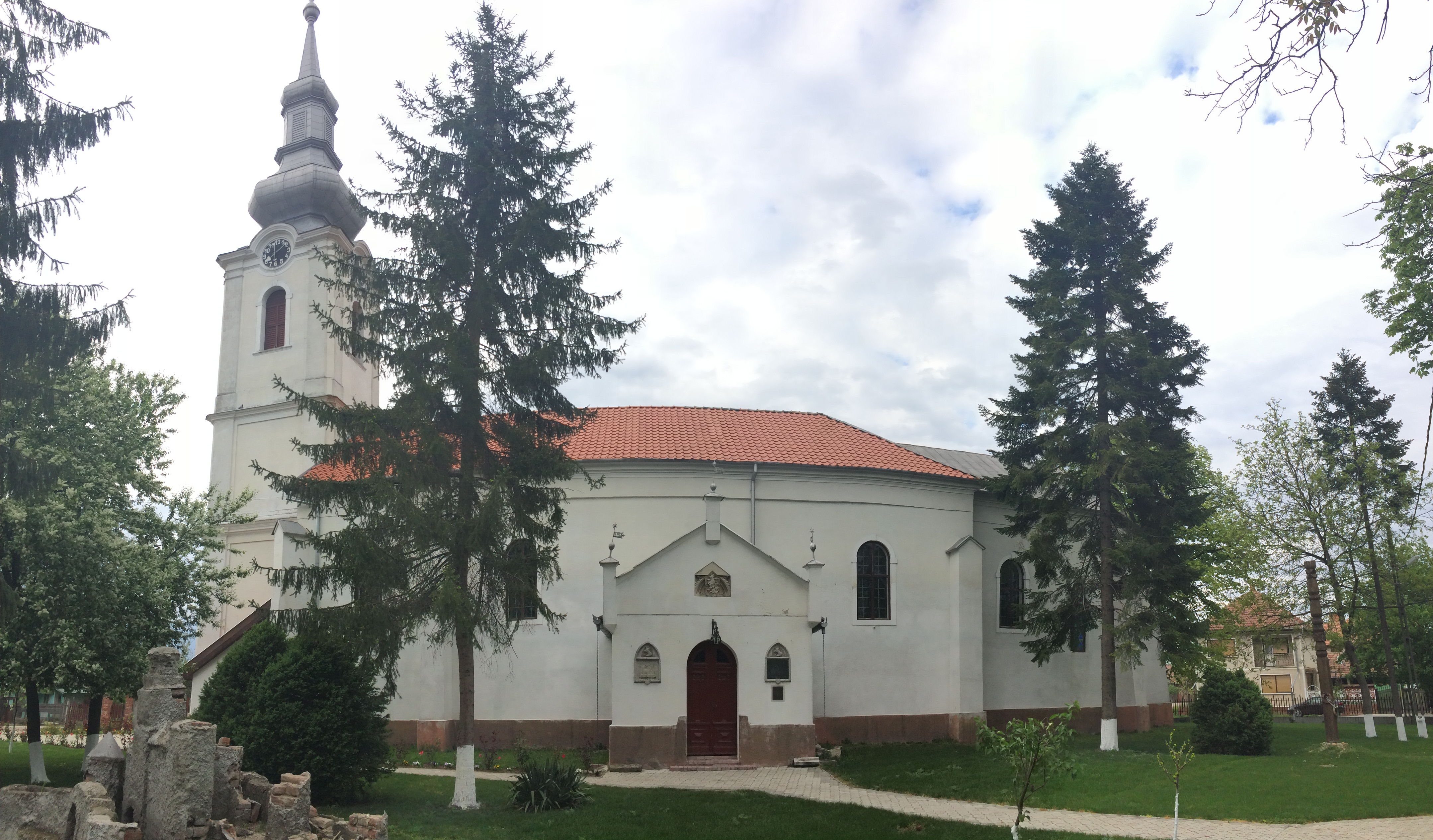
A székelyhídi református templom, melyben Zólyomy Tamás sirkőlapja található. A portikus bejárata felett pedig a család cimere látható

A család előnevét a Bihar megyei Albis helységről vette. A Zólyomy családnak a 15. század vége körül már 30-35 falu volt birtokában.
Első ismert ősük László volt, akinek fia Márton mester volt, ki már "de Albis"-néven nevezte magát.
Márton két fia: I. Lőrinc (1399) és I. Dávid  voltak. Dávid nevét egy 1399 évi oklevél említette: "Magister David, filius quondam magistri Martini de Albeus, Comes Zolyensis" néven.
E Dávid a fennmaradt adatok szerint 1402-ben szerezte meg Székelyhíd birtokát, ahol a család csakhamar országos, majd heti vásár tartására is jogot szereztek, majd 1460-ban fa vagy kővár építésére is engedélyt kaptak. A vár építésével egyidőben az Ér-patak partjára felépítették a templomot is.
Dávid fia I. Tamás (Zólyomy) volt, kinek neje Kállay Erzsébet volt, de Wágner nejének nevezte Kis-Várday Katát is, akit szerinte tévesen tartanak II. Tamás nejének.
I. Tamás gyermekei I. Dávid (1483) és II. Tamás (1480) voltak.
I. Dávid gyermekei: Anna (Várday László), I. Mihály (1505), Petronella (1505) (Bánffy Imre) és  I. László (1505), kinek neje: Telegdi Fruzsina volt, és gyermekei Kata (1547), férje Forgách Zsigmond és Ferenc voltak.
A Zólyomy család ágát II. Tamás vitte tovább. Gyermekei: III. Dávid, I. Miklós(1495, Drugeth Erzse) és I. György voltak. 
III. Dávid-nak egy fia János született, kinek neje Wesselényi Kata volt, kitől Klára nevű lánya született.  
I. Miklós (1495 Drugeth Erzse)gyermekei Kata, Ferenc és Imre voltak.
I. György fia III. László (1520) volt, kinek öt gyermeke: II. Mihály (1552), Ferenc, Petronella, Anna és III. Tamás (1587, Csáky Kata) voltak, és kik közül III. Tamás volt az aki továbbvitte a családi ágat. Öt gyermeke született: II. György, IV. László, Anna, Magdolna és II. Miklós (1615, Daróczy Zsófia, özv. 1646).
A Zólyomy család I. Ferdinánd idejében már a nagyobb birtokos családok közé tartozott, akinek főként Bihar, Zaránd megyékben voltak birtokaik, de nagyobb hírnevet azonban csak a Bethlenek és Rákócziak korában II. Miklós és IV. Dávid által szereztek.
A család III. Miklós ágával az 1600-as évek vége körül halt ki.

## A család ismertebb tagjai
- IV. Dávid Háromszéki főkapitány, székelység generálisa. Meghalt 1649. augusztus 1-jén Kőváron, neje: iktári Bethlen Kata volt.
- III. Miklós (1653-1664 bujdosó, neje Alia Mária)